# Chiemsko jezero
Chiemsko jezero (nemško Chiemsee) je največje jezero v nemški zvezni deželi Bavarski (imenovano tudi bavarsko morje). Jezero je ledeniškega izvora, leži približno na sredini med nemškim mestom Rosenheim in avstrijskim mestom Salzburg. Na jezeru so trije večji otoki in sicer Herreninsel, na njem je palačo Herrenchiemsee zgradil bavarski kralj Ludvik II. Bavarski, Fraueninsel ('ženski otok' ali 'nunski otok'), imenovan po starem ženskem samostanu Frauenchiemsee, ki še vedno deluje. Tretji otok ni naseljen, imenuje pa se po svojem rastlinstvu Krautinsel.

## Nastanek jezera
Glaciologi so s svojimi raziskavami ocenili nastanek tega ledeniškega jezera v čas pred 10000 leti, torej ob koncu zadnje ledene dobe, ko je nastalo iz vdolbine, ki jo je izdelal ledenik. Prvotna velikost jezera je po njihovih ocenah dosegala površino približno 240 km², današnja velikost je približno trikrat manjša. V 10.000 letih se je njegovo območje skrčilo na približno 80 km². Med letoma 1810 in 2012 se je obrežje Achen-delta (ustje reke Tiroler Achen) s sedimentacijskim nanosom premestilo okoli 320 ha na sever. Med letoma 1902 in 1904 se je raven jezera znižala za 70 cm. Zaradi tega so bila pridobljena velika kopna zemljišča.

### Naravna katastrofa v antiki
Geologi so v kamninah okoli jezera našli več globokih jam z ostanki železa, ki je priletel na Zemljo z velikim kometom in je v atmosferi eksplodiral, njegovi kosi pa so bombardirali področje okoli jezera. Po nekaterih starih zapisih naj bi se to zgodilo leta 445 pr. n. št. Zelo prizadeto naj bi bilo takratno tam živeče prebivalstvo Keltov. Preživelih ljudi je ostalo zelo malo. Veliko področje je ostalo opustošeno, rastlinstvo je potrebovalo kar 50 let, da se je vrnilo v nekdanje stanje. Katastrofa naj bi pustila tudi spomin v keltski kulturi, saj so znane upodobitve goreče krogle, gorečih krogov, ognjenega človeka, raznih spačenih mask itd. Arheologi-metalurgi so našli ostanke železa s padlega kometa, pri katerem so naleteli na nenavadne magnetne lastnosti. Takšno železo so Kelti dodajali v svoje kovano orožje in tako dobili nože in meče izredne žilavosti ter trdote. Od tu izvira noriško jeklo, katerega so kupovali tudi Rimljani.

## Okolica jezera
Največji pritok jezera je Tiroler Achen na jugovzhodu, kot tudi Prien in drugi manjši pritoki, edini izliv pa reka Alz na severu. V jezeru se nabira pesek in balvani, tako da se počasi zasipava. Najgloblje območje jezera (73,4 m) je znano kot Unschuldige-Kinder-Grube ('nedolžna otroška jama'), kraj, kjer je jezersko dno na 445 m nadmorske višine.
Pokrajina okoli Chiemskega jezera, Chiemgau, je ena najbolj priljubljenih rekreacijskih površin na Bavarskem. Slikovit čar jezera je posledica neposredne bližine gora Chiemgau (Hochfelln, Hochgern, Hochplatte in Kampenwand). Jezero je pod zaščito mednarodne Ramsarske konvencije.

## Otoki
Na jezeru so trije glavni otoki: Herreninsel ('gospodovski otok'), največji, s površino 238 hektarjev, Fraueninsel ('ženski otok'), 15,5 ha in nenaseljeni Krautinsel, 3,5 ha. Znan je kot 'Otok zelja', saj so na njem v srednjem veku gojili zelje in drugo zelenjavo.
- Herreninsel ima palačo imenovano Herrenchiemsee, ki jo je leta 1878 zgradil kralj Ludvik II. in ni bila nikoli dokončana. Bila naj bi replika Versajske palače. Številne sobe so odprte za turiste. Ogled palače in njenih obsežnih razlogov poteka poleti.
- Fraueninsel, manjši od dveh glavnih otokov, ima benediktinski samostan Frauenchiemsee, zgrajen leta 782 in majhno vas. Nune izdelujejo liker, ki se imenuje Klosterlikör in marcipan (mandljeva pasta).

Najmanjši otok v jezeru je Schalch 66 m zahodno od Frauenchiemsee, ki je kvadratne oblike, s stransko dolžino le 4,7 m ali površino 22 m². Ta majhen otok je bil verjetno umetno ustvarjen, da bi označil plitvo mesto za jadrnice. Na otoku raste vrba, ki je bila zasajena leta 1935 in jo je leta 2000 zamenjalo mlado drevo.

## Živalstvo
V odprtem vodnem pasu jezera so smuč, jezerska postrv, šarenka, jezerska zlatovčica (Salvelinus alpinus), ozimica (Coregonus) in pegunica, v obrežnem pasu navadna ščuka (esox lucius), sladkovodna jegulja (Anguillidae), evropski som, krap (Cyprinus carpio), linj, ploščič, androga, rdečeoka, rdečeperka, klenič, klen, bolen, jez, ogrica, zelenika in pisanec. Pri tleh so velike in male Coregonus, loto (Lota lota), navadna mrena, podust, Rutilus meidingeri, ostriž (Perca fluviatilis), okun, babica in druge.